# Иодид неодима(III)
Иодид неодима(III) — бинарное неорганическое соединение, 
соль металла неодима и иодистоводородной кислоты
с формулой NdI3,
зелёные кристаллы,
растворяется в воде,
образует кристаллогидраты.

## Получение
- Нагревание неодима и иода в инертной атмосфере:

{\displaystyle {\mathsf {2Nd+3I_{2}\ {\xrightarrow {T}}\ 2NdI_{3}}}}
- Нагревание гидрата с иодидом аммония для подавления гидролиза:

{\displaystyle {\mathsf {NdI_{3}\cdot 9H_{2}O+nNH_{4}I\ {\xrightarrow {T}}\ NdI_{3}+nNH_{3}+nHI+9H_{2}O}}}

## Физические свойства
Иодид неодима(III) образует зелёные гигроскопичные кристаллы.
Растворяется в воде.
Образует кристаллогидрат состава NdI3•9H2O —
ромбической сингонии,
пространственная группа P mmn,
параметры ячейки a = 1,16604 нм, b = 0,80103 нм, c = 0,89702 нм, Z = 4
.